# غوجوسون
گوجوسون أو گوتشوسون يقال أنها أقدم مملكة كورية، بالإضافة إلى أن معنى گو (고 | 古) هو «القديم», وهذا للتفريق بينها وبين مملكة جوسون، كما أن جوسون تكتب أيضاً تشوسون.
أول إشارة لهذا الاسم لم تظهر إلا في كتاب تذكارات الممالك الثلاث وسجلات القرون الوسطى الأخرى. ويعتقد أن (گوجوسون) قد تأسست في عام 2333 قبل الميلاد بوساطة دانگن -كما تحكي الأسطورة- وهو من الأجيال القادمة من السماء.
عثر على العديد من الأدلة الأثرية من حضارة گوجوسون في مرحلة الانتقال من عصر فخار جلمن إلى عصر فخار ممن حوالي عام 1500 قبل الميلاد، عندما احتلت مجموعة مزارعين صغيرة شبه متحضرة معظم أراضي شبه الجزيرة الكورية. بدأ الإنتاج المحلي من البرونز حوالي القرن الثامن قبل الميلاد.
بناء على السجلات الصينية، اعتقد بعض المؤرخين أنها تطورت من اتحاد غير منتظم إلى مملكة بين القرنين الرابع والثامن قبل الميلاد، على من أن هناك من يطعن في هذه النظرية.
في عهد المملكة المبكر، عاصمة گوجوسون افترض المؤرخون أنها تقع في لياونينگ في حوالي عام 400 قبل الميلاد، وأنها (العاصمة) تم تغييرها إلى بيونگيانگ، بينما في جنوب شبه الجزيرة، ظهرت دولة جن في حوالي القرن الثالث قبل الميلاد.
تم غزو أراضي گوجوسون من قبل مملكة هان الصينية أثناء حرب گوجوسون مع هان في عام 108 قبل الميلاد، والذي أدى لانهيار المملكة لدويلات عديدة، إلى أن ظهرت ممالك كوريا الثلاث البدائية في التاريخ.
يشار إلى شعب أراضي گوجوسون في السجلات الصينية باسم دونغ يي «البرابرة الشرقيين». كانت لغتهم ربما السلف للغات بويو من عصر ما قبل التاريخ، وربما شكلا من الكورية البدائية.

## أسطورة التأسيس
المؤسس الأسطوري لكوريا هو دانگن وانگ-گوم. أقدم سجل موجود لهذه الأسطورة هو سامغك يسا وهو مجموعة من الأساطير والقصص المكتوبة في القرن الثالث عشر. مجموعة قصص مشابهة عثر عليها في جيوانگ ونگي. على العموم لم يعثر على أي دليل يدعم أي حقائق تكمن تحت هذه الأسطورة.
سيد السماء هوانن (환인 | 桓因 | اسم يظهر في النصوص البوذية الهندية أيضا), كان له ابن اسمه هواننگ (환웅) تاق للسكن في الأرض بين البشر، كل يوم، أخذ هواننغ يحدق إلى الأرض من حافة السماء، وعيناه مليئتان بالحزن. وعندما سأله والده، أجابه الابن بأنه قلق على مصير البشر، وأنه يود أن يحكمهم من أجل إحلال السلام والعدالة بينهم. متأثراً بإخلاص ابنه وتفانيه، سمح الأب لابنه أن ينزل للأرض ليحكم. ولذا نزل هواننگ بعد أن أعطاه والده 3 أمتاع سماوية و3000 مساعد، كما أمر سيد السحاب (운사 ونسا) وسيد المطر (우사 وسا) وسيد الرياح (풍백 بُنگبايگ) بأن يتبعوه.
نزل هواننگ إلى الأرض مع 3000 مساعد في جبل تايبايك (태백산) وتحت شجرة الصندل أسس مملكته هناك. وأنشأ مدينة شنشي (신시 | 神市 | مدينة الإله | المدينة المقدسة). اهتم هواننگ بمخاوف البشر وعددها 360 , بما فيها الزراعة، والحياة، والأمراض، والعدالة، والخير، والشر، إلخ... , في هذا الوقت ظهر وحشان يتمنيان أن يصبحا بشراً.
طلب النمر والدب من هواننگ أن يغيرهما إلى بشر. ولذا أعطاهما هواننگ 20 فصاً من الثوم وحزمةً من حبق الراعي (الشويلاء) , وأرشدهما ألا يأكلا أي طعام آخر وأن يظلا بعيدين عن أشعة الشمس لمدة 100 يوم. ارتاح النمر والدب في كهف، كان النمر غير صبور، وغادر قبل أن ينتهي هذا البلاء. بقي الدب وظل صابراً، وفي اليوم الحادي والعشرين تحول إلى امرأة جميلة. هذه المرأة أعطيت اسماً هو (웅녀 | ونگنيو).
الدب-المرأة (웅녀 | ونگنيو) كان شاكراً وقدم قرابين لهواننگ. وبعد مدة ليست بالطويلة ونگنيو أخذ يشتاق كالأطفال، ولكن ولأن المرأة كانت وحشاً قبل ذلك لم يكن أحد على استعداد لأن يتزوج بها. وأصبحت بعد فترة قصيرة حزينة وأخذت تصلي تحت شجرة البِتيولا (신단수) لتبارك بطفل. تأثر هواننگ بصلاتها، فأخذها كزوجة له، وأنجبت ولداً اسمه دانگن وانگ-گوم (단군왕검) والذي يعني «أمير المذبح» أو شجرة الصندل.
يظن أن غوجوسون تم تأسيسها في 2333 قبل الميلاد، بناء على وصف دونغك تونغام (1485). يختلف التاريخ باختلاف المصادر التاريخية، مع أن جميعها يتفق أن التأسيس كان في عصر ياو الأسطوري (التاريخ التقليدي 2357 قبل الميلاد - 2256 قبل الميلاد). يذكر سامغك يسا أن دانغن صعد للعرش في السنة الخمسين من حكم ياو الأسطوري، حوليات الملك سيجونغ تخالف فتقول السنة الأولى، ودونغك تونغام تقول السنة الخامسة والعشرين. البعض من المؤرخين يقترح أن غوجوسون تأسست حوالي 3000 قبل الميلاد.

## تشكيل الدولة
تم إيجاد أقدم سجل حول غوجوسون في شانغ-شو-دا-تشوان، والذي يسجل تاريخ مملكة غجا جوسون، والتي أسسها أحد أحفاد سلالة شانغ الصينية في القرن الثاني عشر قبل الميلاد.
يجادل بعض المؤرخين بأن دانغن قد يكون لقباً لزعماء غوجوسون الأوائل. شرعية دانغن يبدو أنها مستمدة من النسب الإلهي لهوانن، وهي شخصية دينية تظهر في دول المدن المحصنة القديمة مثل اليونان القديمة. ذكر غيون ساهوا (1675) سلسلة النسب لسبعة وأربعين حاكماً لغوجوسون، حكموا من 2333 قبل الميلاد إلى حوالي 1128 قبل الميلاد. ولكن مصداقية هذه الكتب مشكوك بها مثل هواندان غوغي.
بحلول القرن الرابع قبل الميلاد، تطورت الدول الأخرى ذات الهيكلية السياسية المحددة في مناطق العصر البرونزي المبكرة «دول البلدان المحصنة», وكانت غوجوسون أكثرها تطوراً في منطقة شبه الجزيرة. توسعت دول المدن باندماحها مع دول المدن المجاورة عن طريق التحالفات أو الغزو العسكري. وهكذا تم تشكيل اتحاد كونفدرالي واسع من الكيانات السياسية بين نهري تايدونغ وياو. ومع تطور غوجوسون تطورت أيضاً ألقاب ووظائف القائد، والذي أصبح يلقب بالملك (هان) في تقاليد مملكة تشو، في نفس وقت زعيم (燕) يان. السجلات من ذلك الوقت تذكر العداء بين الدولة الإقطاعية في شمال الصين و«كونفدرالية» مملكة غوجوسون، وخاصة الخطط لمهاجمة اليان فيما وراء حدود نهر لياو. المواجهة أدت إلى سقوط وتراجع غوجوسون، والذي وصف في سجلات يان بأنه «متعجرف» و«مرعب». لكن المملكة القديمة تظهر على أنها ذات حضارة برونزية مزدهرة، مع هيكل اجتماعي معقد، يضم فئة من المحاربين راكبي الخيول والذين ساهموا في تطوير غوجوسون، وخصوصاً في توسيع الحدود الشمالي لتشمل معظم حوض ليوادونغ.
في حوالي 300 قبل الميلاد، فقدت غوجوسون أراضيها في المنطقة الغربية الهامة بعد حرب مه دولة يان، ولكن هذا يدل على أن غوجوسون كانت دولة كبيرة بما فيه الكفاية لتشن حرباً ضد يان وتنجو مع بقاء 2000 لي (800 كيلومتر) من أراضيها. ومن المعتقد أن غوجوسون قامت بنقل عاصمتها إلى منطقة بيونغيانغ في هذا الوقت تقريباً.

### غجا جوسون
وفقاً للسجلات الصينية فإن غجا جوسون هي مملكة أسسها أحد أحفاد شانغ بقيادة غجا في القرن الثاني عشر قبل الميلاد. أقدم سجل كوري هو «تاريخ الممالك الثلاث» يعترف بغجا جوسون. السجل التاريخي الكوري «تونغسا كانغموك» (東史綱目) في 1778 بعد الميلاد وصف أنشطة غجا ومساهماته في غوجوسون. سجلات غجا تشير إلى القوانين (بومغم بالجو | 범금팔조 | 犯禁八條) والتي سجلت من قبل كتاب هان مع أدلة على التسلسل الهرمي الاجتماعي والحماية القانونية والملكية الخاصة.
مثل غجا المصادقة الظاهرة للحضارة الصينية، وحتى القرن الثاني عشر كان الكوريون يعتقدون أن دانجن منح كوريا شعبه وثقافته، في حين أغطى غجا كوريا ثقافتها العالية وحضارتها المشروعة بشكل مفترض. أخذ الشعور الوطني في العصر الحديث بإزاحة مكانة غجا اليوم إلى حد يشبه الانقراض. أخذ العلماء الكوريون ينكرون وجودها لعدة أسباب. أشاروا إلى كتاب بعنوا تشو-شو-تشي-نين (竹書紀年) وإلى مختارات كونفوشيوسية (論語), والتي كانت أحد أقدم من ذكروا غجا، ولكنها لا تذكر هجرته إلى غوجوسون. وفقاً لمدرسة المؤرخين الذين آمنوا بأن غجا جوسون تعايشت مع دانغن غوجوسون، فإن غجا جوسون تم تأسيسها في الطرف الغربي لغوجوسون، وهي حالياً بالقرب من خبي، ولياونينغ، والجنوب الشرقي من منغوليا الداخلية، والتي تم الإطاحة بها عن طريق ومان. ولهذا كانت غزوة وو إمبراطور هان لومان جوسون في الطرف الغربي من غوجوسون، والتي حكمت من قبل غجا وذريته.
وبغض النظر عن الجدل حول غجا، فإن الاكتشافات الأثرية ربطت الثقافة السكانية بالأصول الصينية. السكاكين الحجرية هلالية الشكل، والحجارة المجوفة في العصر البرونزي لكوريا (حوالي 800 قبل الميلاد ~ 400 قبل الميلاد) تدل على حضارة الأرز، والتي انتقلت من الصين إلى كوريا، في حين أن غيرها من الأعمال الفنية كالخناجر البرونزية تعطي سمة منفردة ومميزة لكوريا. القطع الأثرية من العصر الحديدي في كوريا مثل العملات المعدنية الصينية وأبازيم الأحزمة على شكل حيوان في الطراز السايثو سيبيري يظهر أن أصل حضارة الحديد في الصين وحضارة البرونز في سايثو سيبيريا قد انتقلت إلى كوريا في القرن الرابع قبل الميلاد.

### ومان جوسون والسقوط
في عام 195 قبل الميلاد، عين الملك جن لاجئاً من يان، يدعى ومان، في وقت لاحق تمرد ومان في 194 قبل الميلاد، وهرب جن إلى جنوب شبه جزيرة كوريا.
في 109 قبل الميلاد، غزا الإمبراطور وو بالقرب من نهر لياو. واندلع صراع في 109 قبل الميلاد، عندما قام الملك أوغو (右渠, 우거) حفيد ومان برفض السماح لسفراء جن بالوصول إلى الصين عبر أراضيه. عندما أرسل الإمبراطور وي سفيره شي هي (涉何) إلى وانغومسونغ للتفاوض مع حق المرور مع الملك وغو، رفض الملك وغو وأمر أحد جنرالاته بمرافقة شي عائداً إلى أراضي هان - ولكن عندما اقتربوا من حدود هان، قام شي باغتيال الجنرال وادعى للإمبراطور أنه هزم جوسون في معركة، حيث قام الإمبراطور وو غير مدرك لخدعته بجعله قائداً عسكرياً على لياودونغ. قام الملك وغو مستاء بإرسال جيشه إلى لياودونغ وقتل شي هي.
ورداً على ذلك، أمر الإمبراطور وو بهجوم من شقين، أحدهما من البحر والآخر من البر ضد جوسون. لم تكن القوتان على توافق تام وعانت من خسائر كثيرة. وفي النهاية دمجت القيادتين وسقطت وانغومسونغ في 108 قبل الميلاد. سيطرت هان على أراضي جوسون وأسست مقاطعات هان الأربعة في الأراضي الغربية من مناطق غوجوسون السابقة.
تفككت غوجوسون بحلول القرن الأول قبل الميلاد حيث فقدت تدريجياً السيطرة على إقطاعياتها السابقة. وبسبب فقدها السيطرة على كونفدرالياتها، فقد نشأت العديد من الدول التي خلفتها في أراضيها القديمة، مثل: بيو، وأوكجو، ودونغ يي. حيث تطورت بيو فيما بعد لتصبح غوغوريو وبايكتشي.

## الحضارة
تم العصور على حضارة فخار ذا تصميم منحوت وملون يعود إلى حوالي عام 2000 قبل الميلاد. مارس هؤلاء الناس الزراعة في حياة اجتماعية مستقرة، وربما منظمة على شكل عشائر عائلية. تم العثور على أكواخ مستطيلة الشكل ومواقع دفن دولمين أكبر على شكل متزايد في جميع أنحاء شبه الجزيرة. تم التنقيب عن خناجير برونزية ومرايا، وعثر على أدلة أثرية على دول قرى صغيرة ومسورة في هذه الفترة. تم العثور على دولمينات وخناجر برونزية في مناطق كورية فريدة لا يمكن العثور على مثلها في الصين.

### فخار ممن
في عصر فخار ممن (1500 ~ 300 قبل الميلاد) تم استبدال الأدوات المشطية المطرزة بالفخار الخشن العادي، ربما كنتيجة لتأثير مجموعات مهاجرة جديدة أتت من منشوريا وسيبيريا إلى كوريا. هذا النوع من الفخار يمتلك سمكاً أكبر وأشكالاً أكثر تنوعاً، تشير إلى تحسن في تقنية الأفران. يدعى هذا العصر أحياناً باسم «العصر البرونزي الكوري», ولكن القطع الأثرية البرونزية نادرة نسبياً وإقليمياً حتى بداية القرن السابع قبل الميلاد.

### زراعة الأرز
في وقت ما بين 1200 و900 قبل الميلاد، انتشرت زراعة الأرز في كوريا من الصين ومنشوريا. كما أخذ الناس بزراعة بعض الحبوب الأصلية مثل حبوب الدخن والشعير، كما قاموا بتربية المواشي المستأنسة.

### الأدوات البرونزية
بدأ العصر البرونزي في شبه الجزيرة الكورية في حوالي 900 قبل الميلاد ~ 800 قبل الميلاد. على الرغم من أن حضارة العصر البرونزي في كوريا أتت من ليوانينغ ومنشوريا، إلا أنع تسلك تصنيفاً وأسلوباً فريداً من نوعه، وخصوصاً في الأدوات المستخدمة في الشعائر.
بحلول القرن السابع قبل الميلاد، ازدهرت المواد الحضارية للعصر البرونزي في شبه الجزيرة، مع تأثيرات شمال شرق الصين وسيبيريا والأساليب البرونزية السكيثينية. يحتوي البرونز الكوري على نسبة أعلى من الزنك عما هو موجود في باقي الحضارات البرونزية المجاورة. تم إيجاد العديد القطع الأثرية البرونزي في مواقع الدفن، وتضم بشكل أساسي السيوف، والرماح، والخناجر، والأجراس الصغيرة والمرايا المزينة بالأشكال الهندسية.
يبدو أن تطور غوجوسون مرتبط بتبني التقنية البرونزية. تفردها يمكن إيجاده بشكل واضح في الأنواع المميزة من السيوف البرونزية، أو الخناجر ذات الشكل المندولي (비파형동검, 琵琶形銅劍). الخناجر مندولية الشكل يمكن إيجادها في منطقة لياونينغ، وخبي، ومنشوريا وصولاً إلى شبه جزيرة كوريا. وهذا يوحي بوجود ممتلكات لغوجوسون في العديد من المناطق. وبشكل ملحوظ فإن شكل خناجر المندولين الخاصة بغوجوسون تختلف كثيراً عن السيوف الأثرية الموجودة في الصين.

### مقابر دولمين
أصبحت ممارسات الدفن أكثر تفصيلاً بحلول عام 900 قبل الميلاد وهو ما يعكس زيادة طبقات المجتمع. غويندول، مقابر دولمين في كوريا ومنشوريا، تشكلت من حجارة مرفوعة بشكل مستقيم يدعمها لوح أفقي، حيث تنتشر في كوريا أكثر من أي منطقة أخرى من شرق آسيا. أشكال أخرى من الدفن هي كيست حجرية (stone cist), (غرف دفن تحت الأرض مبطنة بالحجارة) بالإضافة إلى نعوش الجرات الخزفية. الأدوات البرونزية، والفخار، واليشب المزين تم العثور على يها في الدولمينات والكيست الحجرية تشير إلى أن هذه المقابر كانت لطبقات النخبة.
بحلول القرن السادس قبل الميلاد، أخذت الأدوات الحمراء المصقولة المصنوعة من الطين الجيد الغني بالحديد، والمميز بالسلاسة والسطح اللامع، بالظهور في مقابر الدولمين بالإضافة إلى أوعية منزلية وأكواب.

### حضارة الحديد
في هذا الوقت، احتلت دولة جن الجزء الجنوبي من شبه جزيرة كوريا. لا يعرف الكثير عن هذه الدولة، إلا أنه يظهر أنها كانت السلف لكونفدرالية سامهان.
بقرب حلول عام 300 قبل الميلاد، دخلت تقنيات الحديد إلى كوريا من دولة يان. كان يتم إنتاج الحديد محلياً في الأجزاء الجنوبية من شبه الجزيرة بحلول القرن الثاني قبل الميلاد. وفقاً للروايات الصينية فإن الحديد من أسفل حوض نهر ناكدونغ في الجنوب الشرقي، كان قيماً في أجزاء شبه الجزيرة الكورية واليابان.

## الممالك الثلاث البدائية

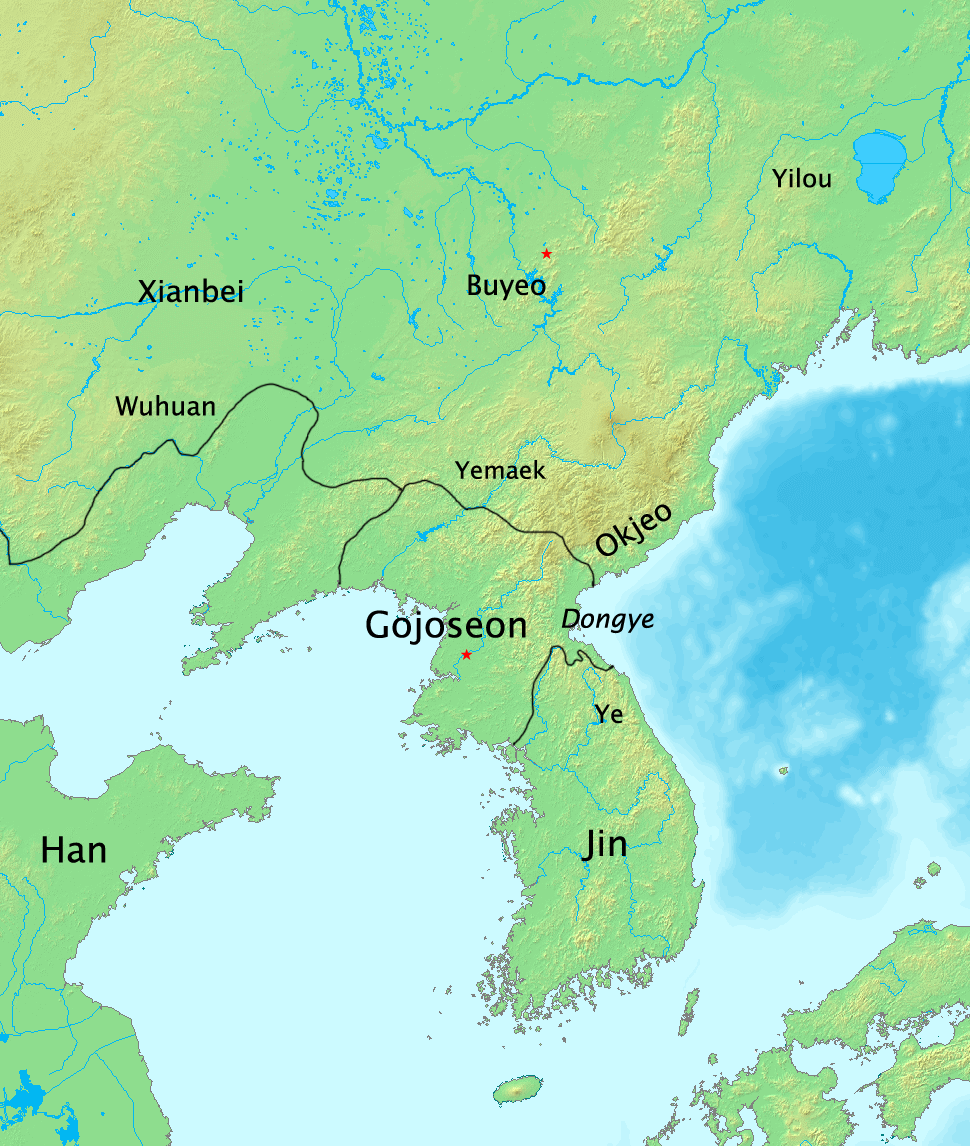
تاريخ كوريا - 108 قبل الميلاد

نشأت العديد من الدول الصغيرة والكونفدراليات من بقايا غوجوسون، تضم غوغوريو، وبيو، وجونجوسون، وأوكجو، ودونغ يي. سقطت ثلاث من المقاطعات العسكرية الصينية في وجه المقاومة المحلية في غضون بضعة عقود، ولكن الأخيرة ناكرانغ ظلت موقعاً تجارياً وحضارياً هاماً حتى دمرت من قبل غوغوريو الطامعة في التوسع في 313.
يقال أن جُن ملك غوجوسون هرب إلى دولة جِن في جنوب شبه الجزيرة الكورية. حيث تطورت جِن إلى كونفدراليات سامهان، وهي أساس دولتي بايكتشي وشلا، واستمرت باستيعاب المهاجرين من الشمال. كونفدراليات سامهان تشمل ماهان، وجنهان، وبيونهان. حكم الملك جُن ماهان، والتي انتهت بغزو بايكتشي لها. في نهاية المطاف نمت غوغوريو، وبايكتشي، وشلا حتى أصبحت ممالك كوريا الثلاث، والتي سيطرت على شبه جزيرة كوريا بحلول القرن الرابع الميلادي.

## وصلات خارجية
- تاريخ كوريا الإذاعة الكورية
- دانگن والتأسيس الأسطوري لكوريا
- معلومات عامة عن تاريخ كوريا
- معلومات عامة عن تاريخ كوريا (2)
- أسطورة دانگن
- أسطورة التأسيس